# 蘇聯民航3352號班機空難
蘇聯民航3352號班機是一班由苏联克拉斯諾達爾飛往新西伯利亞，中停鄂木斯克的國內航班。1984年10月11日，1架編號為CCCP-85243的圖-154客機執行由克拉斯諾達爾機場起飛到鄂木斯克機場降落時墜毀，造成機上174人以及地面4人罹難，在2015年以前是俄羅斯歷史上重大空難，蘇聯第2大空難，而到目前也還是該國境內最大空難。

## 經過
當客機於當地時間在凌晨5點41分於惡劣天氣降落時，機長有看見機場跑道有些不明物體，但機場塔台卻告知跑道已清場並且無任何物體。但當客機起落架觸地之後，這時機長卻看見有3台地勤車輛在跑道上。機長當時已經來不及作閃避，結果在跑道上撞及3輛車並立即爆炸起火（其中有2輛為滿載燃料的加油車）。

## 調查原因
之後，當天晚值勤的航空交通管制被指控需要為空難負責。調查人員指出，該名空管員當天晚值勤期間打瞌睡並且容許地勤車輛進入跑道，也沒有對準備降落的3352號班機飛行員作出警告。
總共169名乘客（當中包括21名兒童）、5名空中服務員以及4名地勤人員在這次事故中罹難，只有1名乘客以及包括在駕駛艙內的4名飛行員生還。這次事故成為俄羅斯史上最慘重的空難。

## 類似事故
- 西方航空2605號班機空難
- 新加坡航空006號班機空難